# O (ترانه کلدپلی)
"O" (همچنین شناخته شده با "پرواز کن") یک آهنگ ضبط شده توسط گروه کلدپلی می‌باشد که در آلبوم ششم آنها، داستان‌های ارواح ، به عنوان نهمین و آخرین آهنگ آلبوم منتشر شد. این آهنگ از دو ترانه Fly On (از ۰:۰۰ تا ۳:۵۴) و O (از ۶:۱۸ تا ۷:۴۷) تشکیل شده است. در نسخه استاندارد آلبوم بیش از دو دقیقه سکوت در این ترانه وجود دارد.

## ترکیب

### پرواز کن" / "Fly On
"پرواز کن" یک آهنگ مخفی در ابتدای ترک است. سبک این آهنگ سافت راک است و در آن کریس مارتین مشغول پیانو زدن است.این آهنگ توانسته رتبه 108 در چارت انگلیس را به دست آورد.

### O
"O"، قطعه امبینت آخر ترک است که با صدای فرشتگان (گروه کر) همچون ترانه همیشه در یادم هستی شروع می‌شود.در این آهنگ اپل و موزس مارتین٫ دختر و پسر کریس مارتین هم حضور دارند. این آهنگ دارای نسخه بازسازی شده نیز هست که در نسخه آمریکای شمالی این آلبوم موجود است.